# Liste der Monuments historiques in Maisons-lès-Soulaines
Die Liste der Monuments historiques in Maisons-lès-Soulaines führt die Monuments historiques in der französischen Gemeinde Maisons-lès-Soulaines auf.

## Liste der Objekte
| Bezeichnung                   | Beschreibung          | Standort                         | Kennzeichnung | Schutzstatus | Datum | Bild |
| ----------------------------- | --------------------- | -------------------------------- | ------------- | ------------ | ----- | ---- |
| Skulptur Unterweisung Mariens | Holz, 16. Jahrhundert | in der Kirche St-Vinebaud (Lage) | PM10004698    | Inscrit      | 1978  |      |